# Metanippononychus
Genre
Metanippononychus est un genre d'opilions laniatores de la famille des Paranonychidae.

## Distribution
Les espèces de ce genre sont endémiques du Japon.

## Liste des espèces
Selon World Catalogue of Opiliones (19/05/2021) :
- Metanippononychus daisenensis Suzuki, 1975
- Metanippononychus iriei Suzuki, 1975
- Metanippononychus iyanus Suzuki, 1975
- Metanippononychus tomishimai Suzuki, 1975

## Publication originale
- Suzuki, 1975 : « The harvestmen of family Triaenonychidae in Japan and Korea (Travunoidea, Opiliones, Arachnida). » Journal of Science of the Hiroshima University, vol. 26, no 1, p. 65–101.